# Yehouda Shenhav
Yehouda Shenhav (hébreu : יהודה שנהב), né en 1952 de parents juifs irakiens, est un sociologue et critique théorique israélien, cofondateur d'un mouvement politique, la coalition Arc-en-ciel Mizrahi, et traducteur. Dans le domaine de la sociologie, il est réputé pour ses travaux sur les thèmes du management et de la place de l'ethnicité en Israël. Il traduit des romans de l'hébreu vers l'arabe. Il est considéré comme un intellectuel Mizrahi de premier plan en Israël.

## Milieu familial
Yehouda Shahrabani (de son nom d'origine) est né en Israël, à Beersheba, dans une famille juive irakienne de Bagdad. Par souci d’adhésion à une identité israélienne européenne, ses parents et grands-parents ont fait le choix dans les années 1950 de changer leur nom de famille afin d’effacer sa composante arabe ; ils prennent celui de Shenhav, nom à consonance israélienne. Pour les mêmes raisons, ils ne transmettent pas la langue arabe à leurs enfants.

## Carrière et thèmes de recherche
Il est professeur à l'Université de Tel Aviv, au département de sociologie et d'anthropologie.
Il est responsable d’un groupe d’études au Van Leer Jerusalem Institute (en). Il a été éditeur de la revue Theory & Criticism pendant une dizaine d’années.
Il est considéré comme le fondateur de la sociologie Mizrahi en Israël. Uri Ram rapproche Yehouda Shenhav et Ella Shohat (Univ de New York) : tous deux ont abordé la situation des Mizrahim en Israël  dans une perspective poscoloniale ; tous deux sont partagés entre une analyse opposant Orient et Occident, qui s'inspire des travaux Edward Said, et une analyse qui met l'accent sur l'hybridation culturelle de l'Orient et de l'Occident, qui se réfère aux ouvrages de Homi Bhabha.

## Traduction
Yehouda Shenhav décide à l'âge adulte d’apprendre l'arabe pour devenir traducteur littéraire. Il traduit de nombreux romans de l'arabe vers l'hébreu, dont ceux d’Elias Khoury, Ghassan Kanafani, Samira Azam, Mahmoud Shkir ou Mohammed Ali Taha. il signe ses traductions de son nom arabe Yehouda Shahrabani.
Shahrabani a mis en place une maison d’édition Maktoob, qui fait la promotion de la littérature arabe par le biais de la traduction de l’arabe vers l’hébreu.
« Il considère ses traductions  comme une contribution au rapprochement de deux langues sœurs, que le nationalisme moderne a rendues ennemies ». 

## La coalition Arc-en-ciel Mizrahi
En 1998 il est un cofondateur le mouvement de la Coalition démocratique arc-en-ciel mizrahi (en) (ou "L'arc démocratique oriental"), ha Keshet ha Democratit ha Mizrahit avec d'autres intellectuels mizrahi comme Yossi Yona (en) et Itzhak Saporta, et son réel dirigeant. La Coalition Arc-en-ciel souhaitait offrir aux Juifs orientaux une alternative sécularisée et universaliste à l’identité religieuse promue par le Shas. "Dans l’analyse de Yehuda Shenhav, ce recours au religieux de la part du parti Shas est présenté comme une tendance exprimant l’aliénation des Orientaux. Shenhav explique que pour s’intégrer à la collectivité nationale, les Juifs arabes devaient se dés-arabiser. Ils ont cherché dans la pratique religieuse le moyen d’intégrer la nation juive. Ce faisant, cette pratique religieuse a contribué à faire des Juifs orientaux un groupe ethnique à part, que la pratique « conservatrice » (masortit) distinguait d’une ethnie achkénaze plus « laïque » (hiloni). Dans cette analyse, l’aspect religieux serait donc plus un élément de marginalisation que d’intégration sociale". Shenhav donne un exemple de ce qu'il appelle la marginalisation des Orientaux par le Shas : "Les écoles du Shas maintiennent les Orientaux les plus pauvres à leur place en dispensant une éducation très poussée en religion et extrêmement légère sur tous les sujets séculiers". La coalition Arc-en-ciel Mizrahi s'est efforcée de lutter pour un changement institutionnel et de dépasser la revendication ethnique ; ainsi, par exemple parmi  ses objectifs, figure la possibilité offerte à des familles défavorisées habitant des HLM d'acquérir leur logement à des conditions avantageuses.

## Ouvrages
- (he) Yehouda Shenhav, The Organization Machine : A Critical Inquiry into the Foundations of Management Theory, Tel Aviv, Schocken, 1995, 215 p. (ISBN 965-19-0380-5)
- (en) Yehouda A. Shenhav, Manufacturing Rationality : The Engineering Foundations of the Managerial Revolution, Oxford University Press, 1999, 256 p. (ISBN 0-19-925000-6, lire en ligne)
- (he) Yehouda Shenhav et Yossi Yonah, What is Multiculturalism? On the Politics of Identity in Israel, Tel Aviv, Bavel, 2005, 184 p. (ISBN 965-512-100-3)
- (en) Yehouda Shenhav (trad. de l'hébreu), The Arab Jews : a postcolonial reading of nationalism, religion, and ethnicity, Stanford (Calif.), Stanford University Press, 2006, 280 p. (ISBN 0-8047-5296-6, lire en ligne)
- (en) Yehouda Shenhav, Beyond the Two States Solution : A Jewish Political Essay, London: Polity Press an earlier version appeared also in Hebrew: Am-Oved Press, 2010, Published also in Arabic:   يهودا شنهاف. في مصيدة الخط الاخضر. مدار المركز الفلسطيني للدراسات الاسرائلية رام اللة فلسطين  (ترجمة: سعيد عياش) 2011,‎ 2012, 256 p. (ISBN 978-0-7456-6029-5)

Direction d'ouvrages
- (he) Hever Hannan, Yehouda Shenhav and Pnina Motzafi-Haller (eds.), Mizrahim In Israel : A Critical Observation into Israel’s Ethnicity, Tel-Aviv and Jerusalem, The Vanleer Institute and Ha’Kibutz HaMeuchad (Hebrew), 2002, 328 p. (ISBN 965-02-0172-6)
- (he) Shenhav Yehouda (ed.), Space, Land and Home : The Origin of the Israeli Territorial Regime, Tel-Aviv and Jerusalem, The Vanleer Institute and Ha’Kibutz HaMeuchad (Hebrew), 2003, 294 p. (ISBN 965-02-0173-4)
- (he) Shenhav Yehouda (ed.), Coloniality and the Postcolonial Condition, Tel-Aviv and Jerusalem, The Vanleer Institute and Ha’Kibutz HaMeuchad (Hebrew), 2004 (ISBN 965-02-0232-3)
- (he) ʻôrekîm, Dānî Fîlq ... (Yehouda Shenhav (ed.)), Coloniality and the Postcolonial Condition, Tel-Aviv and Jerusalem, The Vanleer Institute and Ha’Kibutz HaMeuchad, 2004 (ISBN 965-02-0232-3)
- (he) Shenhav Yehouda and Yossi Yonah (eds.), Racism in Israel, Tel-Aviv and Jerusalem, The Vanleer Institute and Ha’Kibutz HaMeuchad (Hebrew), 2008 (ISBN 978-965-02-0439-6)
- (he) Shenhav Yehouda, Christoph Schmidt and Shimshon Zelniker (eds.) (trad. de l'hébreu), State of Exception and State of Emergency, Tel-Aviv and Jerusalem, The Vanleer Institute and Ha’Kibutz HaMeuchad (Hebrew), 2009 (ISBN 978-965-02-0490-7)

## Récompenses[3]
- 2015                 The Euro-Mediterranean Institute for Inter-Civilization – Scholarship for Translation from Arabic to Hebrew
- 2004                 American Sociological Association Ford Scholar for the Public Sociology Initiative
- 2004                 Association for Israeli Studies Best Book Award for The Arab-Jews
- 1990                 Academy of  Management, The Dorothy Harlow Award for Excellence in Research
- 1987                 Academy of  Management, The Dorothy Harlow Award for the Best Competitive Paper (with Yitchak Haberfeld)
- 1986-1989       The Israeli Council for Higher Education,  The Alon Award

## Sur Yehouda Shenhav
- Uri Ram, Israeli Sociology: Text in Context, Palgrave Macmillan, 2018, les p.128-131 sont consacrées à Y. Shenhav, lire en ligne.
- Yotam Feldman, "One Space for tow People", Haaretz, 18/02/2010, lire en ligne
- Sadia Agsous (CESSP – EHESS), « L’inquiétante étrangeté et l’effrayante angoisse du traducteur israélien face au roman palestinien », TRANS- [En ligne],  | 2017, mis en ligne le 17 octobre 2017, consulté le 10 avril 2018. URL : http://journals.openedition.org/trans/1592 ; DOI : 10.4000/trans.1592
- Dahan, Yitzhak (2005). "Waters of Babylon". Azure (19), lire en ligne (sur Arab Jews de Y. Shenhav)